# Nathalie Drach-Temam

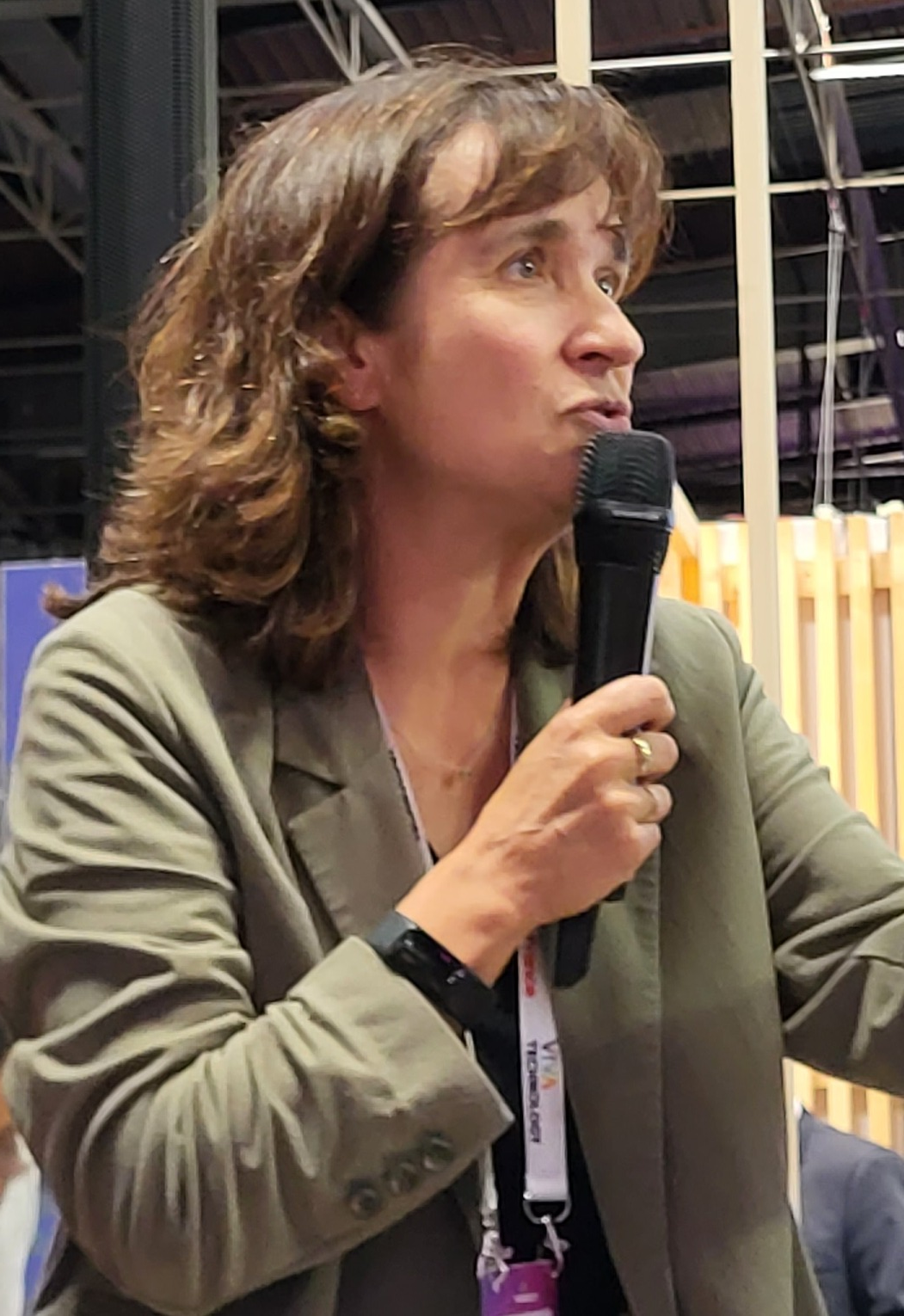
Nathalie Drach-Temam (2025)

Nathalie Sylvie Drach-Temam (* 17. Februar 1966 als Nathalie Sylvie Drach) ist eine französische Mathematikerin, Informatikerin und Wissenschaftsmanagerin. Im Dezember 2021 wurde sie Präsidentin der 2018 gegründeten Sorbonne Université mit einer Mandatsdauer von vier Jahren.

## Leben und Wirken
Nathalie Drach-Temam studierte Mathematik. Sie wurde 1994 an der Universität Rennes 1 in Informatik mit einer Arbeit zur Optimierung der Pipeline in Mikroprozessoren promoviert. Ihr Doktorvater war André Seznec.
Nach Lehr- und Forschungstätigkeiten an ihrer Alma Mater in Rennes sowie an der Universität Paris-Süd und der staatlichen Informatik-Forschungsorganisation INRIA war sie von 2004 an Professorin zunächst an der Universität Pierre und Marie Curie (UPMC) und anschließend an der Sorbonne Université, nachdem die UPMC in dieser aufgegangen war.
Ihr Forschungsgebiet sind Hardware- und Softwareaspekte bei der Konstruktion von Mikroprozessoren. An der UPMC gründete sie die Forschungsgruppe ALSOC (Architecture et Logiciels pour Systèmes Embarqués sur Puce) am gemeinsam von der Universität und der Forschungsorganisation CNRS betriebenen Labor LIP6 und leitete die Gruppe von 2006 bis 2011. In der Lehre gründete und leitete sie einen Master-Studiengang „Architektur und Konstruktion integrierter Systeme“.
Von 2012 bis 2016 war Drach-Temam Vizepräsidentin der UPMC und im Präsidium verantwortlich für studentisches Leben und berufliche Eingliederung, anschließend von 2016 bis 2017 für Lehre und Berufseingliederung. Von 2018 bis 2021 war sie Vizepräsidentin der Sorbonne Université für Forschung, Innovation und Offene Wissenschaft.
Am 14. Dezember 2021 wählte der Verwaltungsrat der Sorbonne Université sie mit 24 von 35 Stimmen zur Präsidentin der Hochschule. Sie wurde damit Nachfolgerin von Jean Chambaz, der der Universität als Gründungspräsident seit 2018 vorgestanden hatte. Ihr Mandat dauert bis zum 14. Dezember 2025.

## Ehrungen und Auszeichnungen
2015 wurde Nathalie Drach-Temam zum Ritter der Ehrenlegion ernannt.